# Saint-Sozy
Saint-Sozy – miejscowość i gmina we Francji, w regionie Oksytania, w departamencie Lot.
Według danych na rok 1990 gminę zamieszkiwało 430 osób, a gęstość zaludnienia wynosiła 50 osób/km² (wśród 3020 gmin regionu Midi-Pireneje Saint-Sozy plasuje się na 647. miejscu pod względem liczby ludności, natomiast pod względem powierzchni na miejscu 1198.).